# Gynekologi
| Gynekologi |
| --- |
| Bild på en fransk gynekologisk undersökning från 1822. Historiskt ansågs det olämpligt att en (manlig) läkare såg könsdelarna hos den patient som undersöktes. - Betydelse – medicinen om sjukdomar i kvinnans könsorgan - Inriktning – sjukdomar efter infektioner eller tumörer; hormonrubbningar, underlivsblödningar, smärttillstånd, barnlöshet, klimakteriebesvär, sexuella störningar, födelsekontroll, preventivmedelsrådgivning - Del av – kvinnosjukvård (tillsammans med obstetrik) |

Gynekologi (från grekiskans: γυναικολόγος "läran om kvinnan" ) är inom medicinen den specialitet som studerar sjukdomar i kvinnans könsorgan – vulva, slida, livmoder, äggledare och äggstockar. En läkare med specialistutbildning inom gynekologi kallas gynekolog (även kvinnoläkare).
Gynekologi utgör tillsammans med obstetrik (läran om graviditet och förlossning) verksamhetsområdet kvinnosjukvård. Många gynekologer är även obstetriker, och i Sverige samlas dessa både yrkeskategorier i Svensk Förening för Obstetrik och Gynekologi. Motsvarande specialitet för män kallas andrologi.

## Historia

### Antiken

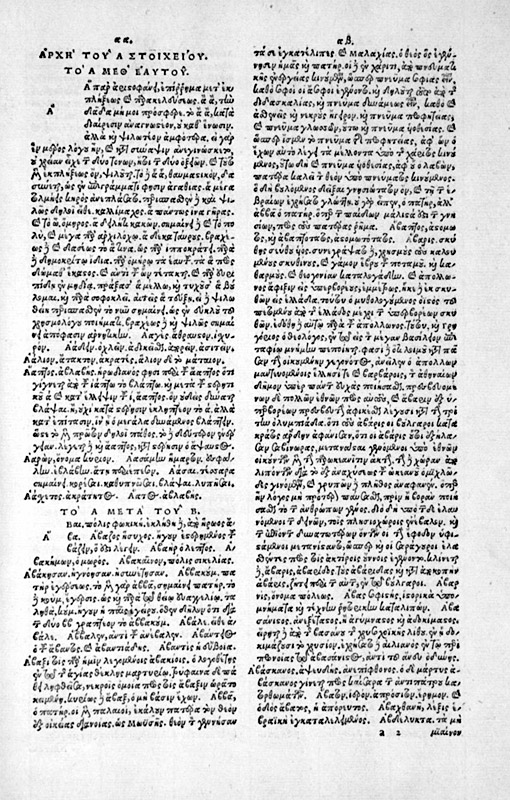
Exempelsida ur en tidig tryckt utgåva av Suda från 1400- eller 1500-talet.

Gynekologin har anor från de tidiga högkulturerna. I Kahun-papyrusen, en samling egyptiska papyrusrullar från 2000-talet f.Kr., ges råd kring abort, menstruationsrubbningar och barnlöshet.

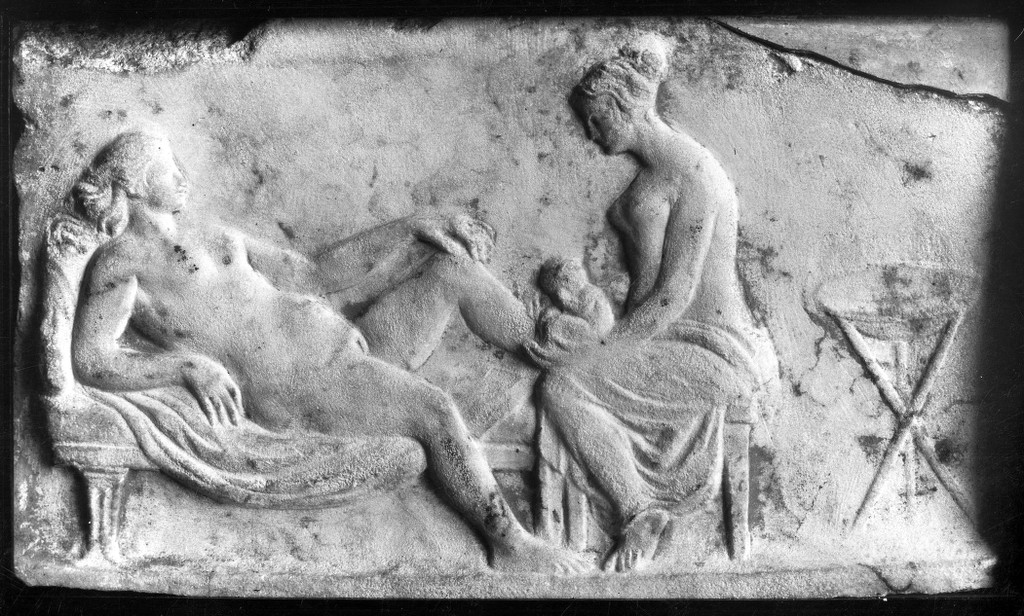
Förlossning på antik romersk relief. En gynundersökning genomförs av en läkare eller en barnmorska.

I det antika Grekland utvecklades olika medicinska vetenskaper, men den mänskliga anatomin var länge sparsamt undersökt och känd. Exempelvis ansåg Hippokrates, känd som "läkekonstens fader", att en livmoder kunde vandra runt i bukhålan. Galenos som var berömd för sin humoralpatologi påstod på 100-talet e.Kr. att livmodern bestod av sju rum.

### Medeltiden och nyare tid
I den bysantinska encyklopedin Suda från omkring 900-talet publicerades postumt den grekiska läkaren Soranos avhandling Gynecologica. Soranos föddes i Efesos men var verksam i Rom mellan år 98 och 138 efter Kristus. Avhandlingen bevarades och publicerades på nytt 1838.
De kvinnliga könsorganen blev närmare kända först på 1500-talet, och vetskapen att en befruktning sker via sammansmältningen av en äggcell och en sädescell uppenbarades först 1875.
Genom den gynekologiska forskningen har man under andra hälften av 1900-talet nått stora upptäckter. Dessa inkluderar tillkomsten av p-piller och provrörsbefruktning.

### Sverige
1856 genomfördes den första bukoperationen för cysta i äggstockarna i Sverige.
Gynekologin står för läran om kvinnan och från och med 1860-talet och framåt blev den vetenskapen om kvinnan. Gynekologin blev snabbt statusfylt, stilbildande och inflytelserik över övrig läkarvetenskap. Utgångspunkten för vetenskapen var att kvinnokroppen var annorlunda och behövde därför en egen medicinsk specialisering. Runt år 1860 försköts fokus inom den tidiga gynekologin från livmodern till äggstockarna som ett sätt att skilja sig från obstetriken. Sveriges första professor inom gynekologin hette Anders Andersson och gjorde i sin doktorsavhandling 1863 en liknelse mellan Nilen och livmodern.  År 1864 inleddes institutionaliseringen av den svenska gynekologin i och med att professorn inom ämnet inrättades vid Karolinska institutet och senare vid Uppsala och Lund. Under 1800-talet utvecklades gynekologiska ingrepp och instrument så som livmodersspegeln och livmoderssond som användes för att kunna undersöka och se en kvinnas livmoder. Under andra halvan av 1800-talet var det gynekologin som tog initiativet för kartläggande av kvinnokroppen. Redan före institutionaliseringen av den svenska gynekologin hade svenska läkare påbörjat att kartlägga kvinnan genom att genomföra ingrepp så som ovariotomi. Den första av dessa ska ha skett i Sverige år 1856 utförd av professor Carl Gustaf Santesson vid Karolinska Institutet.
De framgångsrika gynekologerna under 1800-talet kan delas in i två grupper. Den första gruppen hade benägenhet för att vara mer empatiska med sina patienter och ta hänsyn till patientens hela livssituation när det kom till behandling och diagnos. Ett resultat av denna inrikting blev att man var relativt försiktig med kirurgiska ingrepp. Den andra gruppen av gynekologer kunde även vara empatiska men fokuserade mer på enskilda organ hos patienten snarare än hela kvinnan. Denna inriktning var mer präglad av en vetenskaplig inriktning med hänsyn till det fysiologiska idealet under tidsperioden. Dessa gynekologer var fokuserade på snabba resultat vid ingrepp och var angelägna om att utveckla nya typer av metoder och ingrepp.
I början av gynekologins utveckling i Sverige var denna vetenskapliga och medicinska vetenskap kulturellt laddad. Detta var på grund av att hela läkarkåren i Sverige under denna tid var manlig, men unikt för gynekologin var alla patienter kvinnliga och att teorier, behandlingar och undersökningar kretsade runt genitalier och bukhåla. På grund av detta var det viktigt att de läkare som specialiserade sig inom gynekologin under 1800-talet var så kallade "respektabla män" vilket innebar krav på äktenskap, familj och "rätt sorts sexualitet" för att kunna uppnå framgångsrika akademiska karriärer.
Fram till 1930-talet handhades den kirurgiska gynekologin i Sverige av kirurger, men under detta årtionde sammanfördes gynekologi och obstetrik till en enda klinisk specialitet. Särskilda kvinnokliniker (ofta förkortade som KK) finns numera vid alla större sjukhus i Sverige, efter en hastig utbyggnad under främstd 1940- och 1950-talen.

## Diagnosticering och undersökning

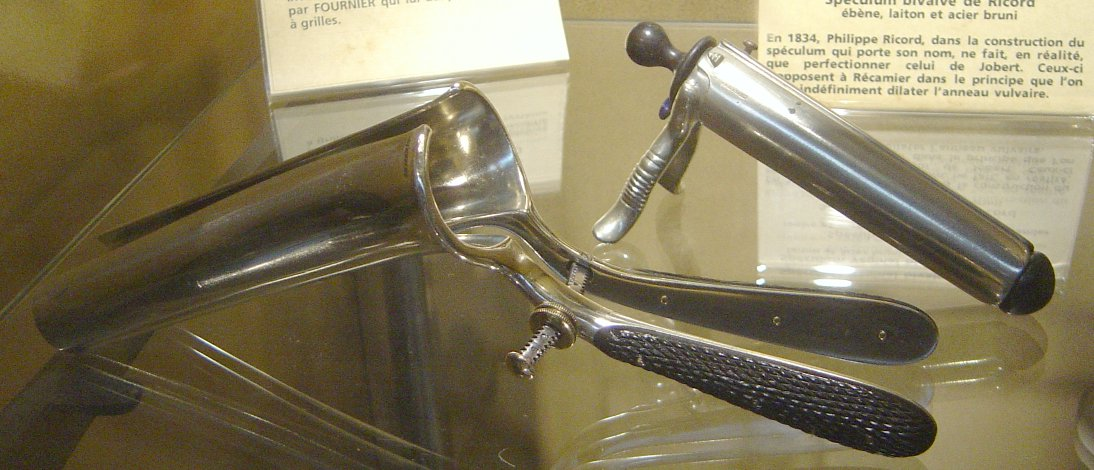
Denna vaginalspegel av Ricordtyp användes tidigare inom gynekologin.

För att diagnostisera är huvudverktygen sjukdomshistoria och undersökning. Den gynekologiska undersökningen genomförs av en läkare (gynekolog) eller en barnmorska. Barnmorskan undersöker dock endast patientens yttre, medan gynekologen undersöker de inre delarna av kroppen. En annan arbetsfördelning mellan de två sker vid en förlossning, där barnmorskan tar hand om allt det praktiska medan gynekologen hanterar de eventuella förlossningsskadorna.

### Undersökning

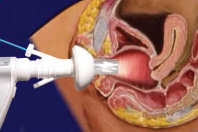
Översiktsbild av en gynundersökning med ett modernt spekulum.

En gynekologisk undersökning (gynundersökning) inkluderar inspektion och palpation. Den förra tekniken handlar om att läkaren med hjälp av instrumentet spekulum kan studera om sjukliga förändringar finns i slidan eller de yttre könsdelarna.
Vid en palpation kan läkaren föra in ett eller två fingrar i slidan, och med andra handen trycka mot buken och avgöra om livmodern och äggstockarna förändrats på ett sjukligt sätt. I vissa fall ingår även palpation via ändtarmen, och ibland kan ultraljudsundersökning genomföras.
I samband med en gynundersökning används en gynstol, vilket är en specialbyggd brits med särskilda benstöd. Den som ska undersökas ligger på rygg i stolen, medan benen vilar i benstöden. Stolen är anpassningsbar efter olika kvinnors kroppar och behov. Bland annat kan huvudet placeras i olika höjdläge, och själva stolen är ofta höj- och sänkbar.
Den som gör undersökningen sitter i regel på en pall mellan benstöden på gynstolen. För att underlätta undersökningen används i regel en lampa som gör den undersöktas underliv extra belyst.

### Vissa länder
I vissa länder måste kvinnan först besöka en allmänläkare eller vårdcentral. Där kan man få en remiss till en gynekolog, om det krävs specialkunskaper eller kirurgiska ingrepp.

## Intriktning

### Sjukdomar och störningar
Några exempel på sjukdomar eller störningar som gynekologer arbetar med är:
- Barnlöshet
- Hormonrubbningar
  - Klimakteriska besvär

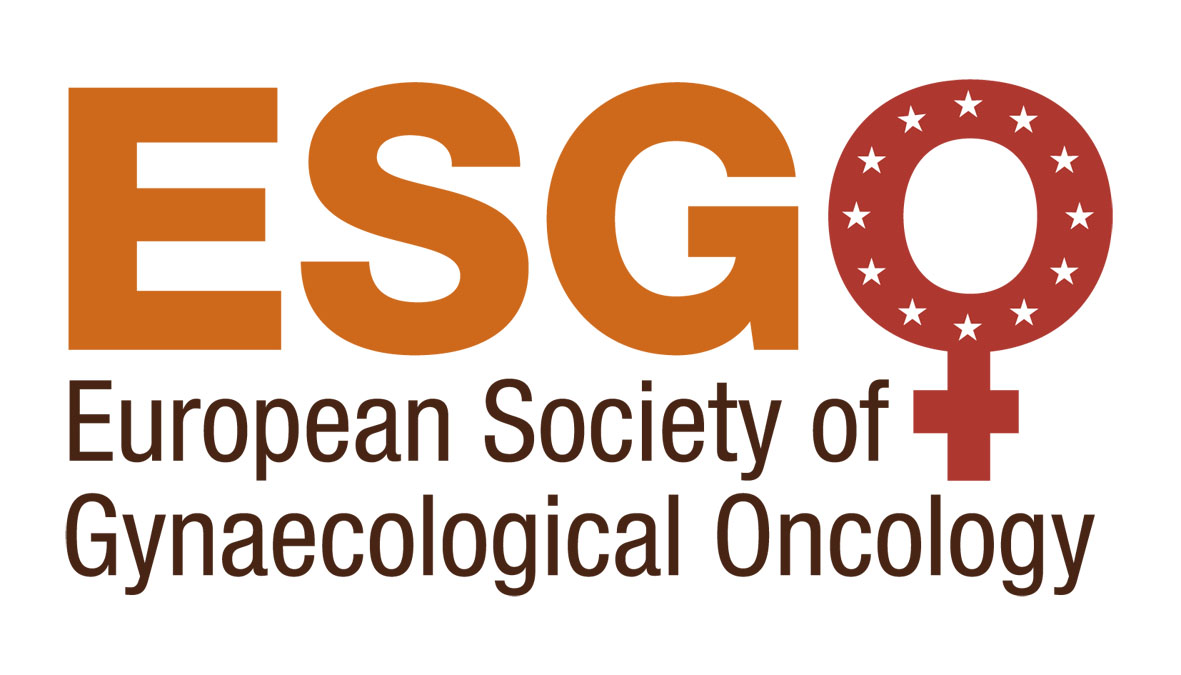
Gynekologin inkluderar även onkologiskt arbete runt underlivscancer.

- Infektioner och tumörer i kvinnans könsorgan
- Inkontinens (samordning med urologi[10])
- Mensproblem
  - Amenorré (utebliven menstruation)
  - Menorragi (riklig menstruationsblödning)[11]
- Sexuella störningar (samordning med sexologi)[12]
- Vissa former av sexuellt överförbara infektioner (STI:er)[13]
- Smärttillstånd

### Kirurgi[1]
- Abortingrepp
- Ingrepp mot barnlöshet
- Canceroperationer
- Åtgärdande av framfall (prolaps av bäckenorgan)
- Missbildningar

- Skrapning (avlägsnandet av livmoderns slemhinna)

### Andra uppgifter[1]
- Födelsekontroll
- Preventivmedelsrådgivning
- Strålbehandling och cytostatika mot cancer i underlivet

## Etymologi
Ordet gynekologi finns i svensk skrift sedan 1839 (Hygiea. Medicinsk och pharmaceutisk månads-skrift). Det är baserat på motsvarande ord i tyska och franska, vilka är bildade från grekiskans  γυναικολογία (gynaikologia) – en sammansättning av γυναιı (gyne, 'kvinna') och λόγος (logos, 'lära'). Yrkesbeteckningen gynekologi syntes för första gången i svensk text år 1868.